# Jana Dörries
Jana Dörries (Potsdam, 24 settembre 1975) è un'ex nuotatrice tedesca.

## Carriera
Fece parte della staffetta che vinse la medaglia d'argento nella 4x100m misti alle Olimpiadi di Barcellona 1992.

## Palmarès
- Giochi olimpici estivi

Barcellona 1992: argento nella 4x100m misti.
- Europei

Vienna 1995: oro nella 4x100m misti.